# سینه‌بادکنک اسنشن
سینه‌بادکنک اسنشن (نام علمی: Fregata aquila) نام یک گونه از سرده سینه‌بادکنک‌ها است.